# Dermatodidymocystis vivipara
Dermatodidymocystis vivipara är en plattmaskart. Dermatodidymocystis vivipara ingår i släktet Dermatodidymocystis och familjen Didymozoidae. Inga underarter finns listade i Catalogue of Life.